# Pohrudnice
Pohrudnice je serózní blána, kterou je vystlána hrudní dutina. Nazývá se také pohrudniční pleura (latinsky: pleura parietalis). Plíce jsou pak na povrchu kryty přirostlou poplicnicí neboli plicní pleurou (latinsky: pleura visceralis). Mezi těmito pleurálními listy se nachází tenká štěrbina obsahující malé množství tekutiny, která má nižší tlak než je tlak atmosférický a lepí tak obě pleury k sobě. Zrušení tohoto podtlaku (mezi pleury vnikne vzduch) se nazývá pneumotorax. Při něm plíce kolabuje: vlivem retrakční síly plic (elastického napětí – pružnosti plic) se plíce smršťuje ke svému hilu (hilus je místo, kudy do orgánu vstupují cévy), vzduch z plíce je vytlačen.